# وحدة 3800
الوحدة 3800 هي وحدة متخصصة داخل حزب الله، أنشئت في عام 2003 بناء على طلب من فيلق القدس الإيراني، وكانت مهمتها الأساسية دعم الجماعات المسلحة الشيعية العراقية، وخاصة أثناء وبعد الغزو الأمريكي للعراق. وتتولى الوحدة مسؤولية تدريب ومساعدة الميليشيات الشيعية في العراق واليمن. تعمل الوحدة 3800 تحت إشراف مجلس الجهاد التابع لحزب الله، ولعبت دورًا محوريًا في توسيع نفوذ إيران من خلال الحرب بالوكالة في جميع أنحاء الشرق الأوسط.

## الأصول والأهداف
بعد الغزو الأمريكي للعراق عام 2003، شكل حزب الله، بصفة وكيل إيران، الوحدة 3800، وأرسل عناصر النخبة من حزب الله إلى العراق لتدريب المقاتلين المحليين. كانت المهمة الأساسية للوحدة هي تدريب وتجهيز الميليشيات الشيعية العراقية، مثل جيش المهدي ، وعصائب أهل الحق، وكتائب حزب الله، وتعزيز قدراتها في حرب العصابات، وعمليات الخطف، واستخدام العبوات الناسفة المتطورة. وتلقى بعض المسلحين العراقيين أيضًا تدريبات متقدمة في لبنان. ثم أشرفت الوحدة على العمليات التي تم تنفيذها ضد القوات الأمريكية وقوات التحالف، وقدمت الأموال والأسلحة والمساعدة اللوجستية لمجموعات مثل منظمة بدر، وسرايا الخراساني، وجيش المهدي.

## التوسع إلى اليمن
وفي أعقاب انسحاب القوات الأميركية من العراق، وسعت الوحدة 3800 عملياتها إلى اليمن، حيث قدمت التدريب والدعم لحركة الحوثيين. وشمل تدخل الوحدة نقل الأسلحة المتطورة وإنشاء برامج تدريبية لتعزيز القدرات العسكرية للحوثيين.

## قيادة
وتتولى قيادة الوحدة 3800 شخصيات بارزة في حزب الله تتمتع بخبرة واسعة في العمليات الإقليمية. ومن الجدير بالذكر أن خليل يوسف حرب، وهو ناشط وقائد رفيع المستوى، لديه تاريخ في تنسيق أنشطة حزب الله في الشرق الأوسط، تم تحديده كزعيم رئيسي للوحدة. تم تعيينه في عام 2012 لقيادة الوحدة 3800، مما عزز قدراتها وعلاقاتها العملياتية مع الجماعات المسلحة الإيرانية وغيرها من الجماعات الإقليمية.

## موظفين بارزين

### خليل يوسف حرب
خليل يوسف حرب ، المعروف أيضًا باسم أبو مصطفى وسيد أحمد، هو قائد كبير في حزب الله لعب أدوارًا قيادية في الوحدات 1800 والوحدة 133 ، وأصبح لاحقًا مستشارًا مقربًا لحسن نصر الله ، الأمين العام الأسبق للحزب. لقد لعب دورًا حاسمًا في الأنشطة العسكرية والعملياتية لحزب الله في جميع أنحاء الشرق الأوسط، وخاصة في لبنان والأراضي الفلسطينية واليمن وغيرها من المناطق الإقليمية. تم تصنيف حرب كإرهابي عالمي من قبل وزارة الخزانة الأمريكية منذ أغسطس 2013 بسبب تورطه في عمليات الإرهاب والتهريب. وتشير التقارير الأخيرة إلى أنه يشغل حالياً منصب رئيس أركان حزب الله.

### علي موسى دقدوق
كان علي موسى دقدوق أحد كبار قادة حزب الله والذي لعب دورا محوريا في توسيع نفوذ الحزب خارج لبنان، وخاصة في العراق وسوريا. انضم دقدوق إلى حزب الله في عام 1983 وسرعان ما ترقى في صفوفه. كان قائدًا لوحدة العمليات الخاصة المعروفة باسم القسم 2800 وكان مسؤولاً عن الأمن الشخصي للأمين العام لحزب الله حسن نصر الله.  كان قائدًا للوحدة 3800 لعدة سنوات وألقي القبض عليه من قبل القوات الأمريكية في عام 2007 في البصرة بالعراق، بسبب تورطه المزعوم في هجوم في يناير 2007 في كربلاء والذي أسفر عن مقتل خمسة جنود أمريكيين. أفرجت عنه محكمة عراقية، وفي عام 2019 ورد أنه كان يقود "ملف الجولان"، وهي وحدة تابعة لحزب الله تعمل في جنوب سوريا بالقرب من الحدود الإسرائيلية. وفي أواخر عام 2024، تم تعيين دقدوق نائباً لقائد قوة الرضوان النخبوية التابعة لحزب الله. وفي 10 نوفمبر 2024، قُتل في غارة جوية إسرائيلية في سوريا. 

### هيثم علي الطباطبائي
هيثم علي الطباطبائي المعروف أيضًا باسم أبو علي الطباطبائي، هو قائد عسكري كبير في حزب الله وله دور مهم في العمليات الخارجية للمنظمة. وكان له دور بارز في أنشطة حزب الله في سوريا واليمن، حيث قاد وحدات من القوات الخاصة تدعم نظام الأسد وحركة الحوثيين على التوالي. خدم في الوحدة 3800 وتم إرساله إلى اليمن لدعم الحوثيين قبل أن يعود إلى دور كبير في وحدة رضوان التابعة لحزب الله. وبسبب تورطه في هذه الصراعات، صنفته وزارة الخارجية الأمريكية كإرهابي عالمي في عام 2016 وعرضت مكافأة تصل إلى 5 ملايين دولار مقابل معلومات تؤدي إلى القبض عليه. 

## التأثير والأهمية
لقد ساهمت الوحدة 3800 بشكل كبير في تحويل حزب الله إلى قوة عابرة للحدود الوطنية قادرة على فرض قوتها خارج لبنان. ومن خلال تدريب وتجهيز الميليشيات المتحالفة، مكنت الوحدة إيران من الحفاظ على شبكة من القوات بالوكالة التي تخدم مصالحها الاستراتيجية في جميع أنحاء المنطقة. 